# La Côte de sable
La Côte de sable est un feuilleton télévisé canadien en 67 épisodes de 25 minutes, en noir et blanc, écrit par Marcel Dubé et diffusé du 1er novembre 1960 au 20 juin 1962 à la Télévision de Radio-Canada.

## Synopsis
Premier téléroman francophone canadien se déroulant hors du Québec, dans le quartier Côte-de-Sable d'Ottawa, « La Côte de sable », de Marcel Dubé, raconte les bouleversements d'une famille à l'époque de la Seconde Guerre mondiale.

## Fiche technique
- Scénariste : Marcel Dubé
- Réalisation : Louis-Georges Carrier
- Société de production : Société Radio-Canada
- Genre : Drame

## Distribution
- Benoît Girard : Étienne Paradis
- Yves Létourneau : Laurent Paradis
- Denise Pelletier : Lucie Paradis
- Nathalie Naubert : Hélène Paradis
- Richard Martin : Hubert Paradis
- Clémence DesRochers : Julie Paradis
- Roger Garceau : Georges
- Claude Léveillée : Philippe
- Mia Riddez : Pauline Villeneuve
- François Rozet : François Moulin
- Gilles Pelletier : Colonel Martin
- Jean-Louis Paris : Edmond Charlebois
- Monique Joly : Madeleine Charlebois
- Catherine Bégin : Suzanne
- Pierre Dufresne : Caporal Lemieux
- Tania Fédor : Yvonne
- Yvon Bouchard : Émile Tremblay
- Pierre Bourgault : Mathieu Larocque
- Jean Doyon : Fred
- Marc Favreau : journaliste
- Jean Lajeunesse : Capitaine Landry
- Louise Latraverse : Édith
- Monique Lepage : Solange
- Julien Lippé : Victor
- Louise Marleau : Danielle
- Patricia Nolin : Barbara
- Henry Ramer : Ken
- Jean-Louis Roux : Capitaine Gérard de Montjoie
- Janine Sutto : Jeanne Charlebois
- François Tassé : Frédéric
- Laurence Vallier : Jeannine